# 不応期
不応期（ふおうき、英：Refractory_period）とは、被刺激性組織や細胞が興奮を起した時に、その直後に続く第2刺激では興奮が起きない短い期間。
正常より小さな活動電位の起こる時期を相対不応期（そうたいふおうき）、被刺激性組織や細胞が興奮を起した時に、どんなに強い刺激にも応じない時期のことを絶対不応期（ぜったいふおうき）という。

## ヒトにおける役割
ヒトを例に挙げると、心筋における絶対不応期の長さは他の筋肉（ここでは骨格筋を例に出す）が1msecぐらいであるのに対し、約150msecと長い。
これは、心臓が引き続いて強い刺激が与えられても絶対不応期のために収縮することがないため、血液を規則正しく拍出することができる。